# Вирандозеро
Вирандо́зеро (карел. Virandajärvi, фин. Virantajärvi) — посёлок в составе Сумпосадского сельского поселения Беломорского района Республики Карелия.

## Общие сведения
Располагается на берегу реки Руйга, в 139 км по автодороге юго-восточнее Беломорска, на железнодорожной линии Беломорск—Обозерская. В посёлке находится остановочный пункт 98 километр.

## История
Территория Вирандозера ранее входила в состав волости Колежма, которая в 1920-е годы была упразднена и вошла в состав Беломорского района. Территория бывшего Вирандозерского поселкового совета была ограничена: Онежской губой Белого моря с севера, Нюхчинским сельским поселением с востока, Хвойнинской сельской администрацией и Сумпосадским поселковым советом с запада.
Название Вирандозеро происходит от карельского Viranda — «распаханное поле, где был лес».
Посёлок Вирандозеро образован в 1941 году как посёлок лесозаготовителей при железнодорожной станции Руйга. В 1950 году преобразован в рабочий посёлок с присоединением нескольких близлежащих населённых пунктов. До 1991 года имел статус посёлка городского типа, впоследствии став сельским населённым пунктом.
С 1942 года до второй половины 1970-х годов действовала Вирандозерская узкоколейная железная дорога, имевшая общую протяженность около 100 километров. К 1980-м годам УЖД была закрыта и разобрана, а также расселены находившиеся на ней посёлки: посёлок №2, посёлок №3 (Безымянный), Нёрмуш, Чёрный Ручей и Светлый.

## Современное состояние
На данный момент на правой части от железной дороги располагается большая часть населения, магазины, клуб, школа/детсад. На левой части от ЖД территория в основном заброшенная, жилых домов мало. Дома в основном старые, половина из которых в аварийном состоянии. Большая часть домов посёлка были разобраны.

## Улицы
- Ул. Гористая
- Ул. Деповская
- Ул. Лесная
- Ул. Набережная
- Ул. Новый Посёлок
- Ул. Первомайская
- Ул. Рабочая
- Ул. Речная
- Ул. Советская
- Ул. Сосновая
- Пер. Школьный

## Транспорт
До Вирандозера можно добраться на железнодорожном транспорте (на электропоездах: «Кемь — Маленьга», «Мурманск — Вологда»), до остановки блок-пост 98 километр, расположенной в посёлке, а также по грунтовой автодороге из города Беломорска. Существует грунтовая автодорога из села Колежма.

## Население
| 1959 | 1970  | 1979  | 1989  | 2002 | 2009 | 2010 |
| ---- | ----- | ----- | ----- | ---- | ---- | ---- |
| 3246 | ↘2465 | ↘1493 | ↘1223 | ↘825 | ↘600 | ↘519 |
| 2013 |       |       |       |      |      |      |
| ↘460 |       |       |       |      |      |      |

## Топографические карты
- Лист карты Q-37-XXXI,XXXII. Масштаб: 1 : 200 000. Указать дату выпуска/состояния местности.